# Salzwedel
Salzwedel est une ville allemande chef-lieu de l'arrondissement d'Altmark-Salzwedel, située dans le Land de Saxe-Anhalt. Elle porte le titre de Hansestadt en référence à son passé de ville hanséatique. Salzwedel est réputée pour sa tradition du gâteau à la broche (Baumkuchen).

## Géographie
Salzwedel se situe dans le nord-ouest de l'Altmark, à une douzaine de kilomètres à l'ouest du fleuve Elbe sur la rivière Jeetzel. Le centre-ville se trouve à 120 km à l'ouest de Berlin, à 150 km à l'est de Hanovre et à 55 km au nord de Magdebourg, la capitale de la Saxe-Anhalt.

### Quartiers
Le territoire communal comprend 18 localités :
| - Benkendorf (Benkendorf, Büssen) - Brietz (Brietz, Chüttlitz) - Chüden (Groß Chüden, Klein Chüden, Ritze) - Dambeck (Dambeck, Amt Dambeck, Brewitz) - Henningen (Henningen, Andorf, Barnebeck, Groß Grabenstedt, Hestedt, Klein Grabenstedt, Rockenthin) - Klein Gartz - Langenapel | - Liesten (Liesten, Depekolk) - Mahlsdorf (Mahlsdorf, Maxdorf) - Osterwohle (Osterwohle, Bombeck, Groß Gerstedt, Klein Gerstedt, Wistedt) - Pretzier (Pretzier, Königstedt) - Riebau (Riebau, Jeebel) - Kernstadt Salzwedel (Salzwedel, Böddenstedt, Hoyersburg, Kricheldorf, Sienau) | - Seebenau (Seebenau, Cheine, Darsekau) - Stappenbeck (Stappenbeck, Buchwitz) - Steinitz (Steinitz, Kemnitz, Ziethnitz) - Tylsen (Tylsen, Niephagen) - Wieblitz-Eversdorf (Eversdorf, Groß Wieblitz, Klein Wieblitz) |

## Histoire
Des découvertes archéologiques suggèrent que le site était déjà habité à l'âge du fer.
La ville de Salzwedel, mentionnée pour la première fois dans un document officiel en 1112, s'est développée autour du château du même nom fondé au IXe siècle. En 1233, Salzwedel est mentionnée pour la première fois come une civitas (ville). En 1247 fut fondé un nouveau quartier (Neustadt) au nord de la ville qui fusionne avec la ville en 1713. Entre 1263 et 1518, Salzwedel était membre de la Ligue hanséatique. Salzwedel a reçu le privilège de frapper ses propres monnaies en 1314.
De 1866 à 1919, Salzwedel a accueilli le 16e régiment d'uhlans « Hennigs von Treffenfeld » (régiment d'uhlans vieux-margravien).
Entre 1942 et 1945, la ville est la cible de cinq bombardements américains qui entraînent la mort de plus de 300 résidents.
| Appartenances historiques Marche de Brandebourg 1157–1806 Royaume de Westphalie 1807–1813 Royaume de Prusse (Province de Saxe) 1815–1918 République de Weimar 1918–1933 Reich allemand 1933–1945 Allemagne occupée 1945–1949 République démocratique allemande 1949–1990 Allemagne 1990–présent |

## Camp de Concentration
En 1943, le Camp de concentration de Neuengamme construisit un sous-camp à Salzwedel, capable de contenir 1,000 femmes prisonnières. Plus tard le camp abrita plus de 3 000 femmes, juives et non-juives. Le camp était gardé par environ 60 SS.

## Bâtiments et sites notables
Comme Salzwedel était membre de la ligue hanséatique, beaucoup de bâtiments dans le centre historique furent construits en gothique de brique comme à Lübeck, la capitale de la ligue.
Quelques parties de l'ancien château, comme une tour en briques construite au XIIe siècle, une partie du mur et les fondations de la chapelle du château peuvent être visitées dans un parc au centre de la ville.
L'ancien hôtel de ville en briques du XVIe siècle se trouve au sud du centre historique près de l'église Sainte-Marie fondée au XIIe siècle et transformée en une gothique église à plan basilical avec cinq nefs entre 1450 et 1468.
Au centre de la ville, il y a plusieurs maisons à colombages intéressantes, p.e. la maison Ritterhaus construite en 1596. Une partie du mur de la ville en briques construit aux temps médiévaux est conservée au sud du centre où l'on peut visiter la tour Hungerturm et l'entrepôt Kluhs construit en 1460 sur le mur. La porte Steintor construite aux environs de l'an 1530 se trouve à l'ouest de la ville et la porte Neuperver Tor, construite entre 1460 et 1470, se trouve à l'est. La tour Karlsturm, construite aux environs de l'an 1500, est une vieille tour de défense du Moyen Âge. L'église Sainte-Catherine, inaugurée en 1280, fut transformée en une église gothique aux environs de l'an 1450. Elle se trouve au centre du quartier Neustadt. Le bâtiment gothique de la Monnaie fut construit en briques au XIVe siècle. L'ancien hôtel de ville du quartier Neustadt est un bâtiment de la Renaissance avec une tour avec beau point de vue de la ville.

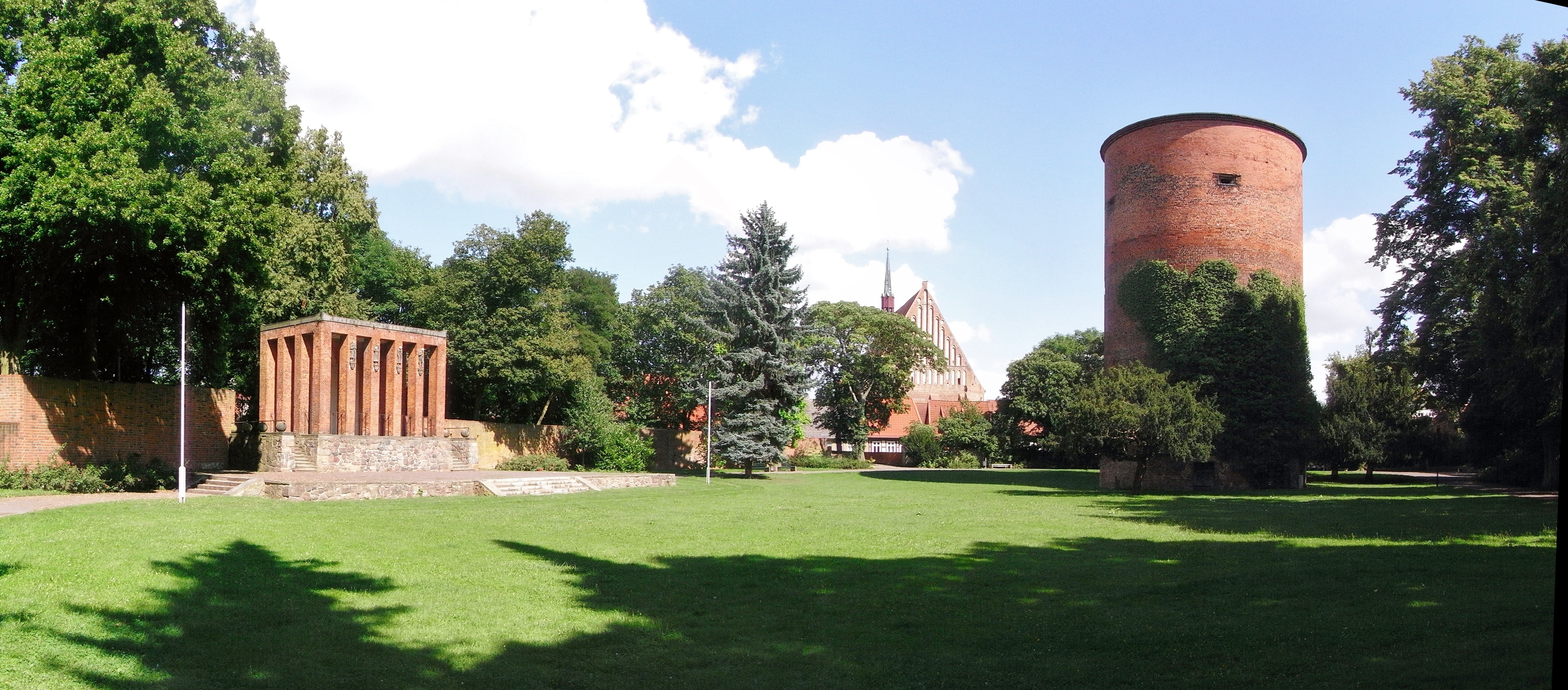
Tour de l'ancien château.
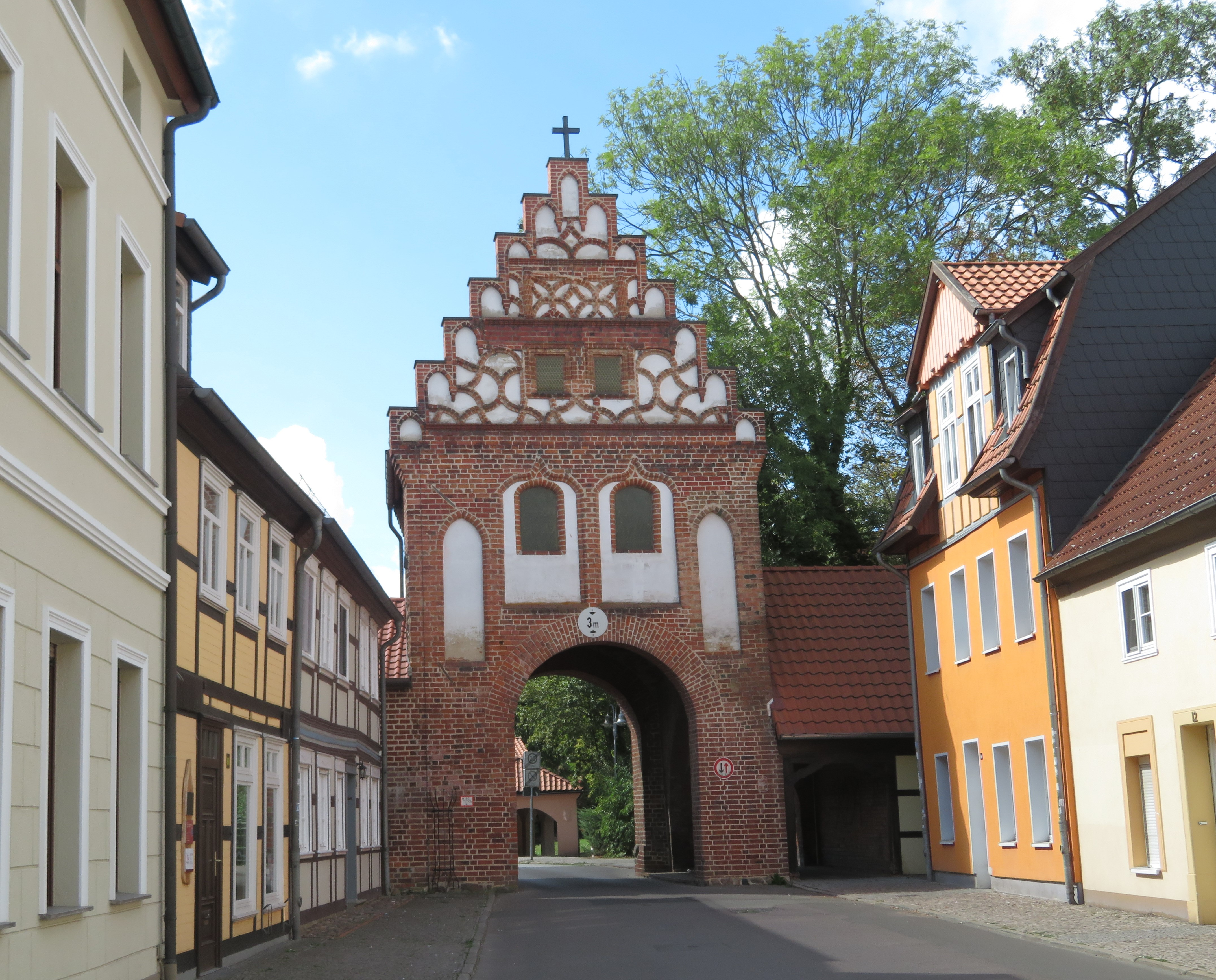
La porte Steintor.
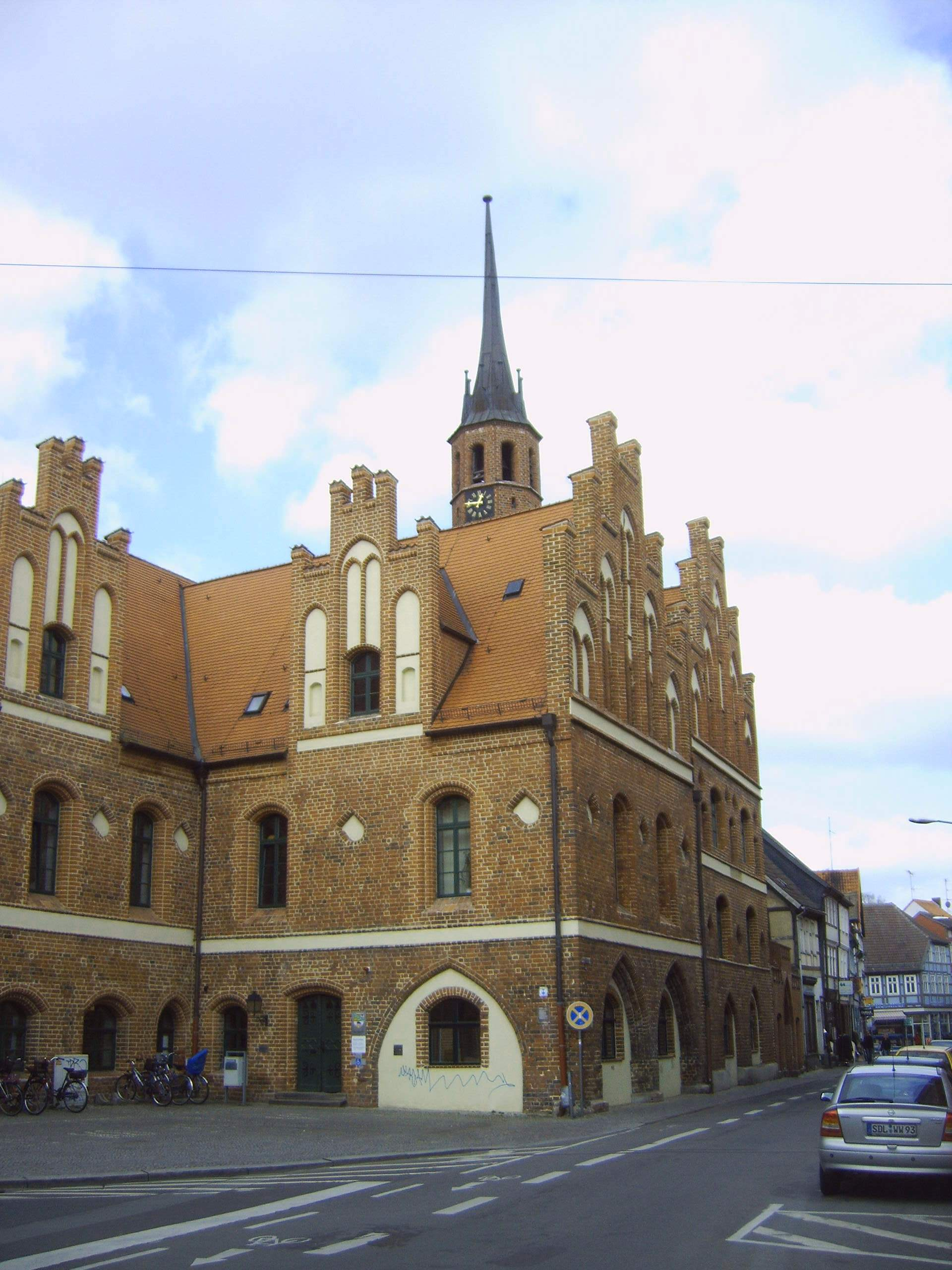
L'ancien hôtel de ville.
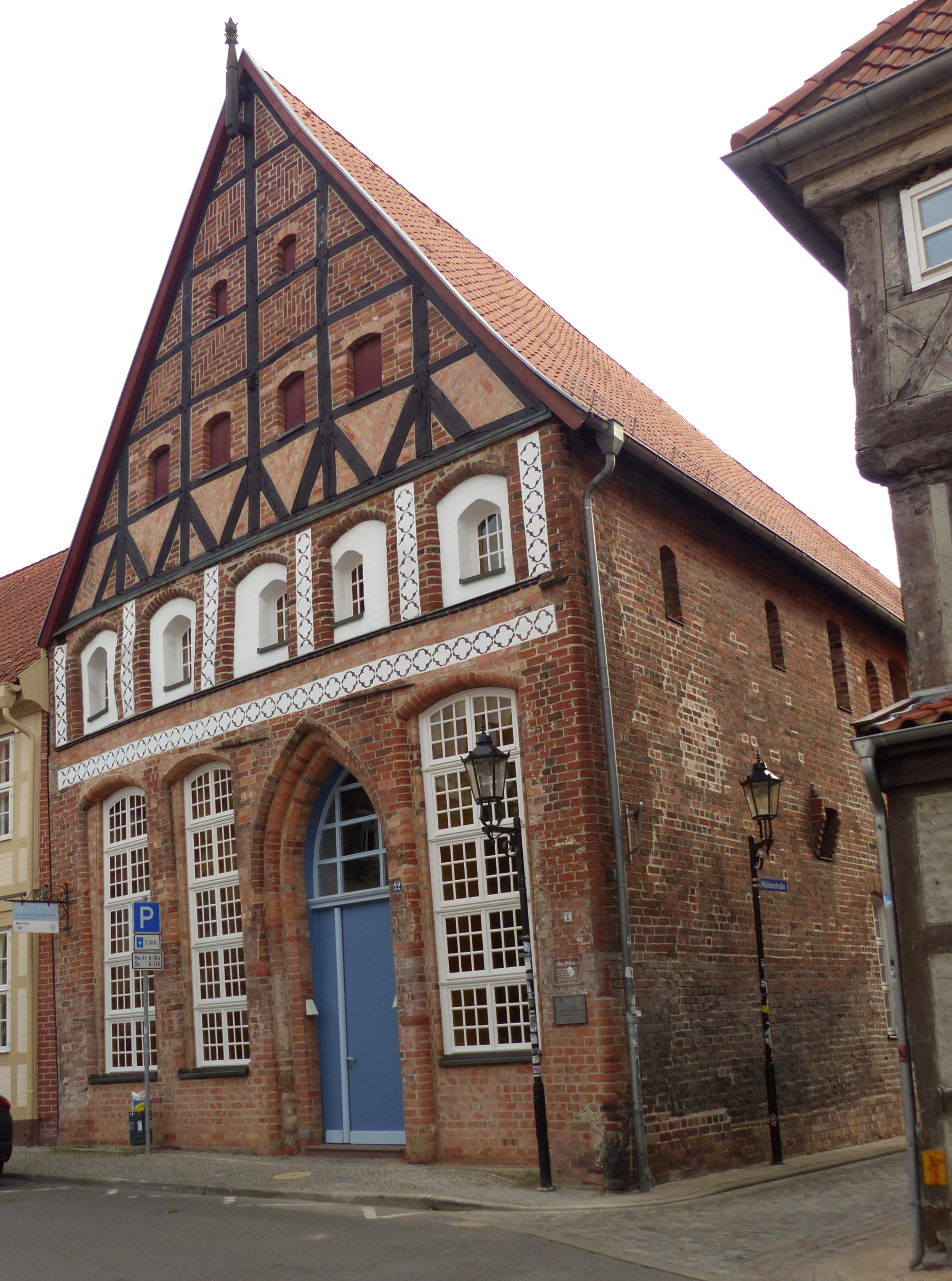
La Monnaie.
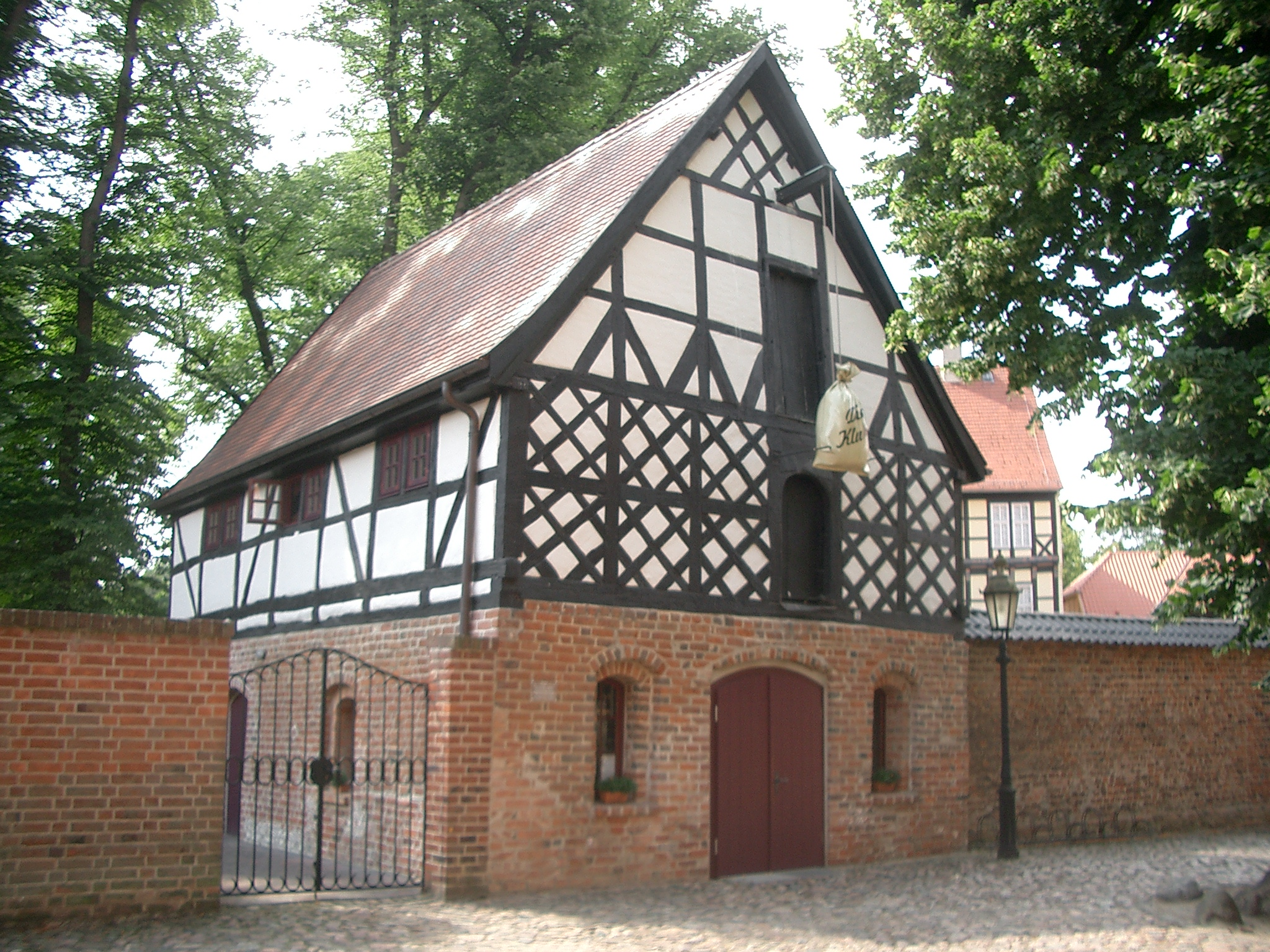
L'entrepôt Kluhs.
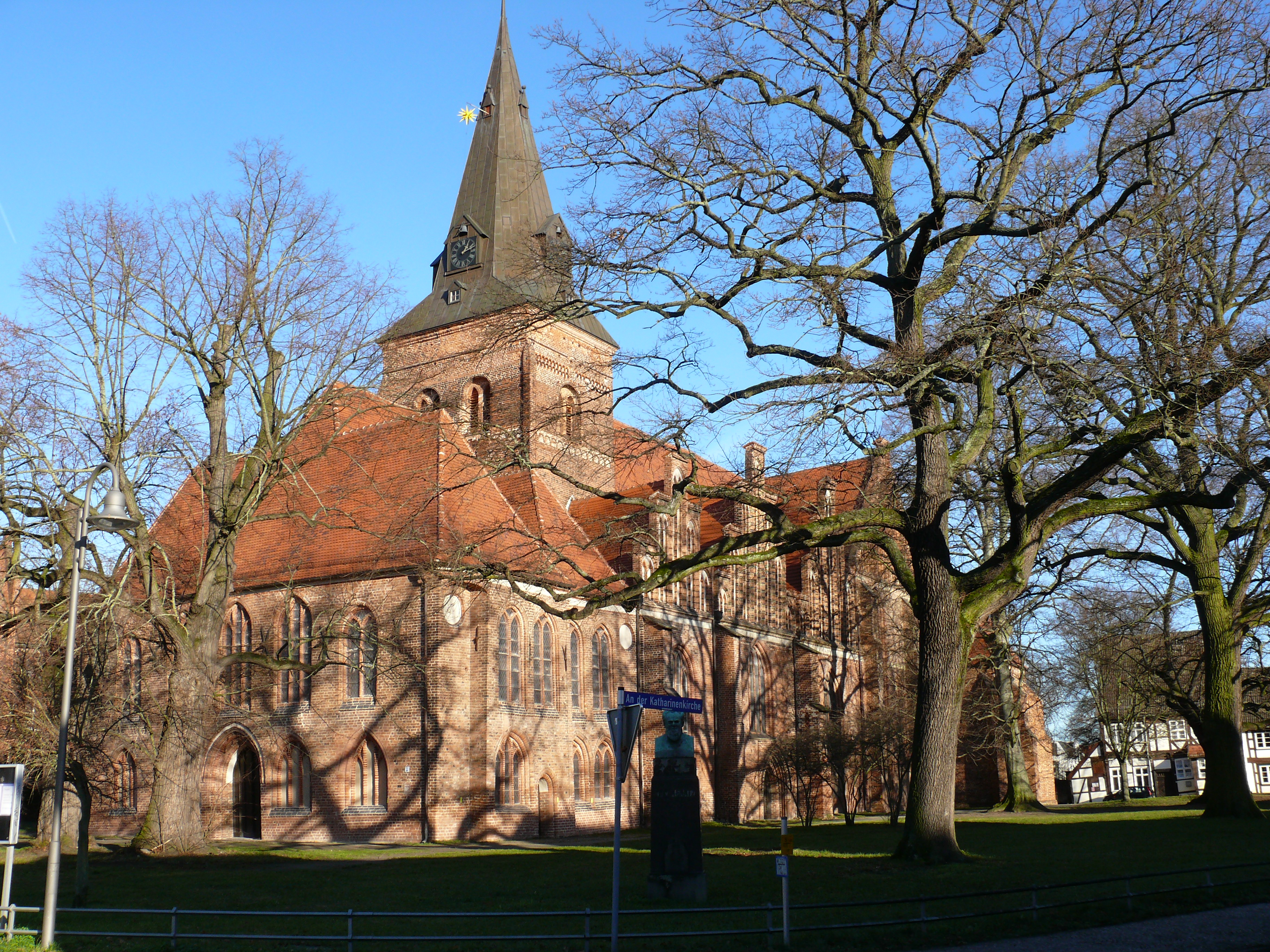
L'église Sainte-Catherine.
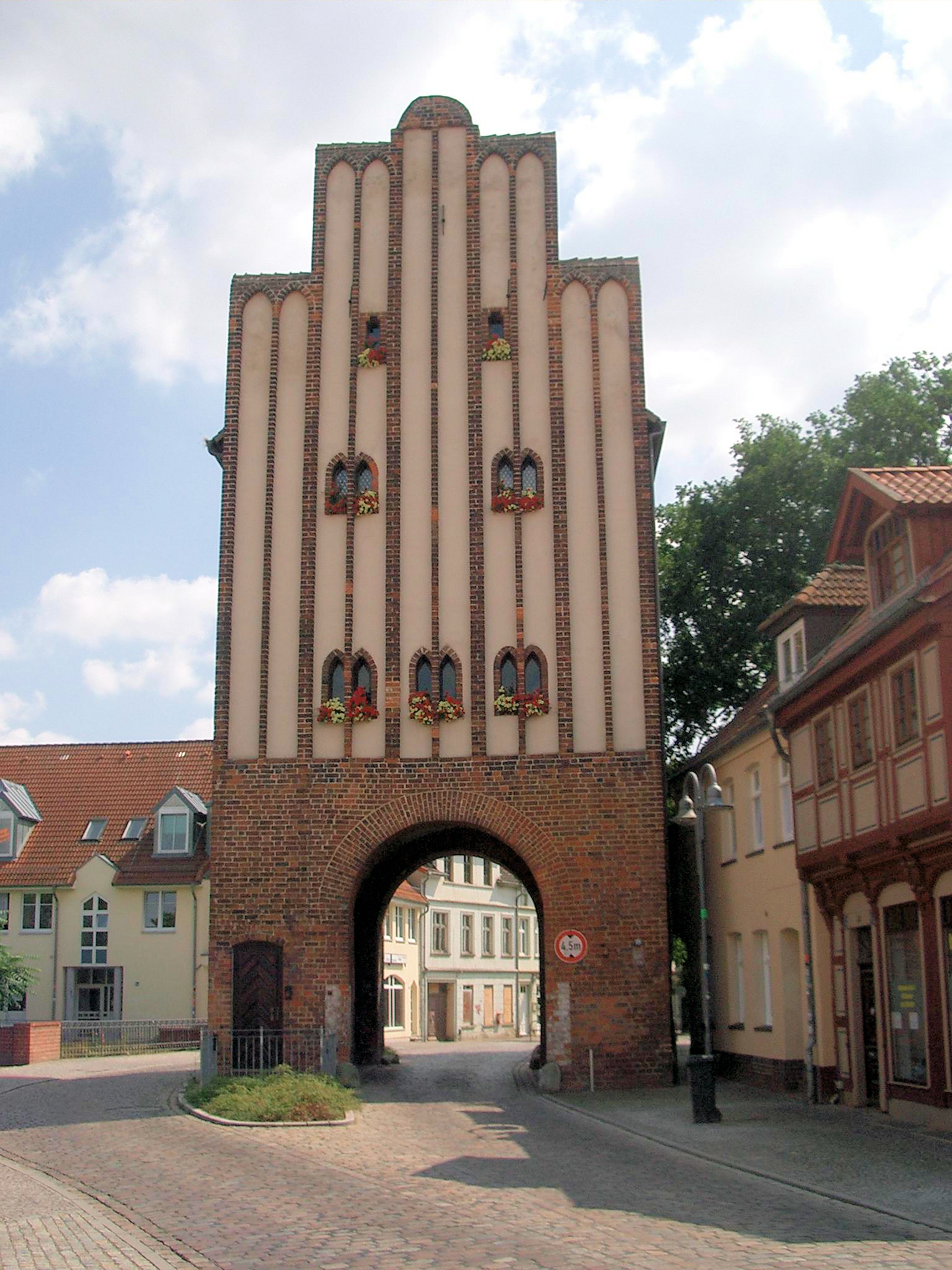
La porte Neuperver Tor.
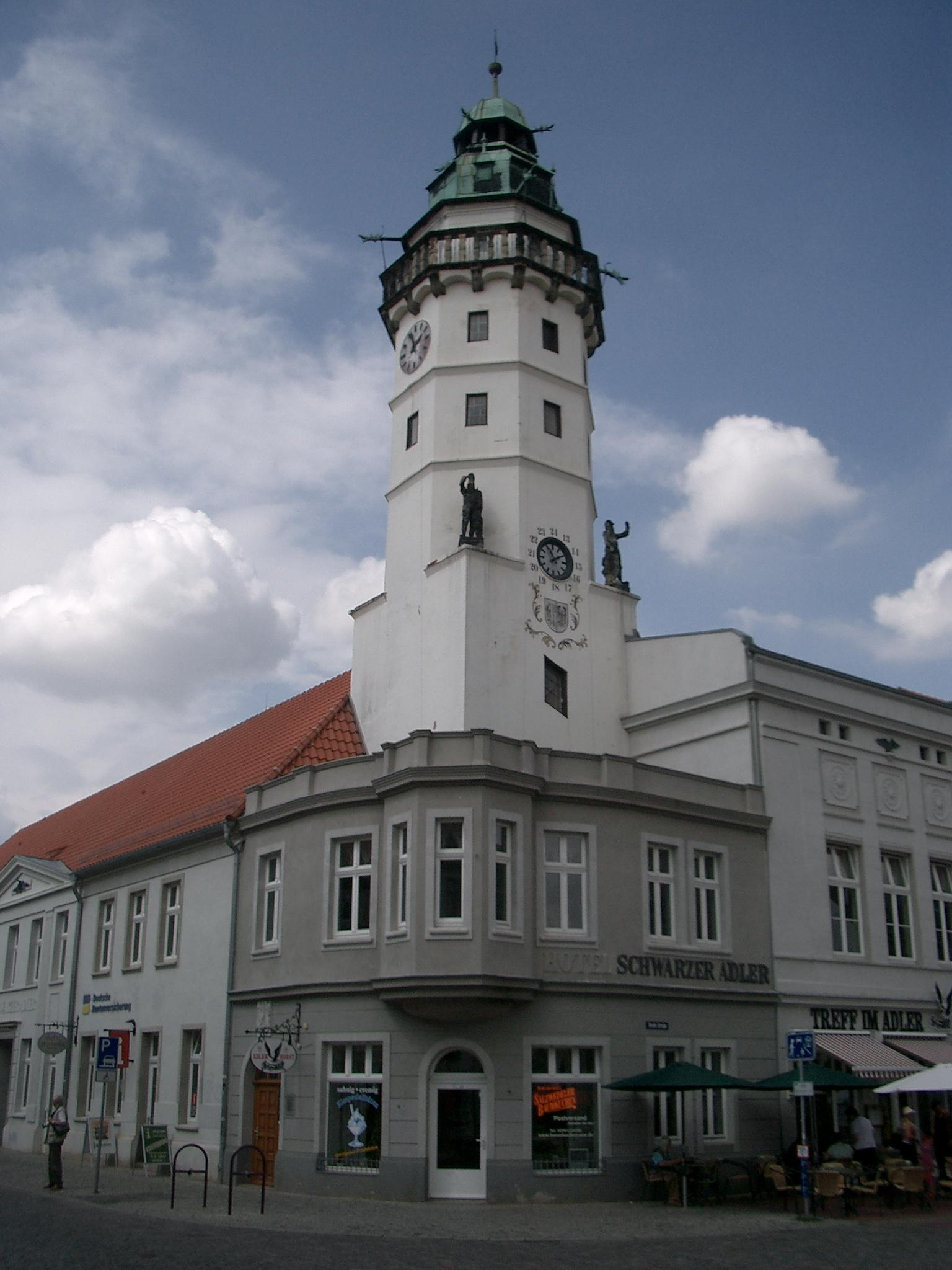
L'ancien hôtel de ville du quartier Neustadt.

## Personnalités liées à la ville
- Johann Ludwig von Westphalen (1770-1842), sous-préfet de Salzwedel de 1809 à 1816.
- Johann Friedrich Danneil (1783-1868), historien mort à Salzwedel.
- Jenny von Westphalen (1814-1881), militante socialiste, épouse de Karl Marx, née à Salzwedel
- Werner von der Schulenburg (1841-1913) : homme politique né et mort à Salzwedel.
- Bernhard von der Schulenburg (1844-1929), général né et mort à Salzwedel.
- Ekkhard Verchau (1927-2016), historien.

## Jumelages
La ville de Salzwedel est jumelée avec :
- Wesel (Allemagne) depuis 1990
- San Vito dei Normanni (Italie) depuis 1990
- Felixstowe (Angleterre) depuis 1994

## Source, notes et références
1. ↑  (de) Matthias Puhle, Hanse - 16 Städtebilder aus Sachsen-Anhalt, Dössel, Saalekreis, 2008, p.98
2. 1 2  Puhle 2008, p. 100.
3. ↑  Puhle 2008, p. 104.
4. ↑  https://www.volksstimme.de/sachsen-anhalt/angriffe-in-der-region-570893
5. ↑  Karl Baedeker GmbH: Deutschland 2000, p.101. Ostfildern 2000
6. ↑  Puhle 2008, p. 102.
7. ↑  Karl Baedeker GmbH: Deutschland 2000, p.100. Ostfildern 2000